# Banal-Husaren-Regiment

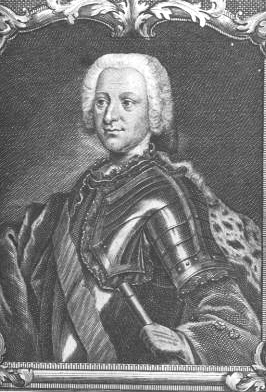
Der Regimentsgründer Banus Graf Karl Josef Batthyány

Das Regiment war ein Kavallerieverband, der 1750 als Banaler Husaren für die kaiserlich-habsburgische Armee errichtet wurde.  1769 wurde das Regiment als Cavallerie-Regiment Nr. 42 in die Kavallerie-Rangliste eingestellt und 1780 wieder aufgelöst.
Zur Systematik wurden nachträglich folgende Nummerierungen eingeführt: 1750/1 (nach Tessin), Grenzhusarenregiment H III (nach Bleckwenn).
Die Grenzregimenter führten nicht den Namen eines Regimentsinhabers (soweit ein solcher vorhanden war), sondern eine regionale Bezeichnung. Der Begriff „Banal“ leitet sich von Ban beziehungsweise Banus ab.

## Errichtung
- 1750 wurde das Regiment durch den Banus Grafen Batthyány mit einem Stand von sechs Kompanien (drei Eskadronen) in ganz Kroatien aufgestellt.
- 1779 reduzierte man den Personalbestand auf zwei Eskadronen
- 1780 wurde der Regimentsverband aufgelöst und die Husaren den beiden Banal Infanterie-Regimentern zugeteilt.
- 1786 mussten die übriggebliebenen Husaren zu anderen Husaren-Regimentern wechseln, das Regiment wurde nunmehr auch formal aufgelöst.

## Garnison
- Petrinja

## Regimentsinhaber
- Der jeweilige Banus von Kroatien

## Regimentskommandanten
- 1750 Obristlieutenant Gabriel Skerlez von Lomnica
- 1761 Oberst Sigmund Graf Vojković von Vojkffy
- 1772 Oberst Christoph Freiherr von Wallisch
- 1772 Major Vitéz (ad interim)
- 1775 Oberstleutnant Adam Graf Bethlen

## Gefechtskalender

### Siebenjähriger Krieg
- 1757–59 operierte das Regiment sowohl in Böhmen als auch in Sachsen. Es wurde zu Sicherungs- und Patrouillenaufgaben aber auch zur gewaltsamen Aufklärung eingesetzt.
- 1760 Der Reichsarmee zugeteilt
- 1761–62 Sicherungs- und Patrouillendienste in Sachsen

### Bayerischer Erbfolgekrieg
- 1778 Kämpfe mit der Hauptarmee in Böhmen, Abteilungen standen im Gefecht bei Johannesbad

## Adjustierung
Schwarzer Tschako mit grasgrünem Kalpak, grasgrüner Pelz, roter Dolman, krapprote Hosen, gelbe Knöpfe